# Heiner Jestrabek
Heiner Jestrabek (* 11. Juni 1956 in Heidenheim an der Brenz) ist ein deutscher Sachbuch-Autor, Publizist und Vorstand des Humanistischen Freidenker-Verbands Ostwürttemberg, K.d.ö.R.

## Leben
Ab 1987 initiierte Jestrabek die Organisation einer Gruppe von Freidenkern zum „Deutschen Freidenker-Verband Ostwürttemberg e.V.“, zunächst unter dem Dach des Deutschen Freidenker-Verbands. 1995 trennte sich der Verband Ostwürttemberg vom Dachverband. 2014 erfolgte die Umbenennung in „Humanistischer Freidenker-Verband Ostwürttemberg“ und der Beitritt als Regionalverband zu den Humanisten Baden-Württembergs, einem als Körperschaft des öffentlichen Rechts anerkannten Landesverband des Humanistischen Verbands Deutschland. Jestrabek ist geschäftsführender Vorsitzender des Regionalverbandes und Mitglied im Landesvorstand von Die Humanisten Baden-Württemberg, K.d.ö.R., Landesverband des Humanistischen Verbands Deutschland.
Jestrabek veröffentlichte zahlreiche Publikationen zu historischen und philosophischen Themen. Er ist als freier Trauerredner und Redner für humanistische Hochzeiten und Namensfeiern tätig und ist regionaler Ansprechpartner der Deutschen Gesellschaft für Humanes Sterben.
Heiner Jestrabek lebt in Heidenheim. Er ist verheiratet, hat eine Tochter und einen Enkelsohn.

## Bücher (Auswahl)
- Fanny Wright (1795-1852) rebellische Philosophin, rote Hetäre der Freiheit im Garten Epikurs, Reutlingen-Heidenheim: Verlag freiheitsbaum edition Spinoza 2025, ISBN 978-3-922589-81-5. Einführung zu Leben und Werk Fanny Wrights, in deutscher Sprache A Few Days in Athens (mit ausführlicher Einführung und Erläuterungen) und Popular Lectures Religion und Moral.
- Freidenkerin und Frauenrechtlerin Maria Vérone (1874-1938) Libre-Penseuse et droits des femmes. Biographische Porträts von 70 Freidenkerinnen Libre-Penseuses Vorkämpferinnen für Frauenrechte und Freies Denken. Verlag freiheitsbaum edition Spinoza Reutlingen-Heidenheim 2024, ISBN 978-3-922589-80-8
- Étienne Dolet (1509-1548). Märtyrer des Freien Denkens. Leben und Werk. Cymbalum mundi. Verlag freiheitsbaum edition Spinoza Reutlingen-Heidenheim 2024, ISBN 978-3-922589-74-7
- André Lorulot (1885-1963). Leben und Ideen eines Freidenkers. La vie comique de Jésus. Verlag freiheitsbaum edition Spinoza Reutlingen-Heidenheim 2024, ISBN 978-3-922589-75-4
- Konquistadoren, Kapital und Kirche. Eine kleine Kriminalgeschichte des Christentums in der Neuen Welt und vom Widerstand und Freiheitskampf der Völker Amerikas. Verlag Freiheitsbaum edition Spinoza Reutlingen-Heidenheim 2022, 3. überarbeitete und verbesserte Aufl.
- Bauernkrieg, Reformation und „Hexen“-Wahn in Ost-Württemberg/Schwaben Verlag Freiheitsbaum edition Spinoza Reutlingen 2018, ISBN 978-3-922589-69-3
- Prometheus und die Philosophen. Handbuch Philosophie und Aufklärung griechische Antike. Epíkouros‘ Schriften. Verlag Freiheitsbaum edition Spinoza Reutlingen 2017, ISBN 978-3-922589-66-2
- Glossar humanistisches Freidenkertum. Reden wir mal über Begriffsbestimmungen. Verlag Freiheitsbaum edition Spinoza Reutlingen 2021, 4., erweiterte Auflage.
- Eduard Fuchs: Kunstsammler und Zeitkritiker: eine biographisch-politische Skizze. 3. erw. Aufl., Verlag Freiheitsbaum edition Spinoza Reutlingen 2017, ISBN 978-3-922589-53-2
- Der Ausgang des siècle des Lumières, dem Jahrhundert der Aufklärung & Anacharsis Cloots, der "Redner für die ganze Menschheit." Verlag Freiheitsbaum edition Spinoza Reutlingen 2016, ISBN 978-3-922589-61-7
- Historischer Stadtspaziergang mit Sagen und Geschichten aus Heidenheim. Heidenheim 2014
- Frühe deutsche Religionskritik: Matthias Knutzens Flugschriften, von den drei Betrügern Moses, Jesus, Mohammed, Reimarus-Fragmente. Verlag Freiheitsbaum edition Spinoza Reutlingen 2013, ISBN 978-3-922589-55-6
- FreidenkerInnen. Lehren aus der Geschichte. Porträts & Aufsätze. Verlag Freiheitsbaum edition Spinoza Reutlingen 2011, ISBN 978-3-922589-52-5
- Mit Ji YaLi: Die Wahrheit in den Tatsachen suchen. Aufklärung, Rationalismus und freies Denken in der chinesischen Philosophie. Verlag Freiheitsbaum edition Spinoza Reutlingen 2011, ISBN 978-3-922589-50-1
- Mit Hellmut G. Haasis: Volksbuch der verspotteten Päpste.- Ein befreiendes Lachbuch. Mit fröhlich-surrealistischen Collagen von Uli Troskowitsch. Verlag Freiheitsbaum, Reutlingen 2011, ISBN 978-3-922589-34-1
- vom freien denken: kleine filosofiegeschichte; frei denken ... aufrecht gehen! Arbeitsgemeinschaft der Freidenker in Schwaben, Ulm, Heidenheim, Göppingen 1996

Herausgeber
- Ludwig Pfau: "Freie Studien, Preußisches Regiment, Theokratisches Kirchentum und autokratische Justiz." Hrsg. und eingeleitet von Heiner Jestrabek. Verlag Freiheitsbaum, Reutlingen 2021, ISBN 978-3-922589-72-3.
- Percy Bysshe Shelley: "There Is No God!" Religions- und Herrschaftskritik. Edition Spinoza, Verlag Freiheitsbaum, Reutlingen 2019, ISBN 978-3-922589-71-6
- Schiller Seff / Gedichte und Texte von Josef Schiller, genannt Schiller Seff, nordböhmischer Arbeiterdichter, Freidenker und libertärer Sozialist. Mit einem Nachwort „Zum deutsch-tschechischen Verhältnis“ herausgegeben von Heiner Jestrabek, Verlag Freiheitsbaum, Reutlingen, Heidenheim 2018, ISBN 978-3-922589-70-9
- Lieder des Ghetto - Jiddische Freiheitslieder. Liederbuch-Dokumentation. Lieder von Not und Hoffnung, Arbeit und Kampf, antifaschistische und neuere Lieder. Jiddisch - Deutsch. 3. erw. Aufl., Verlag Freiheitsbaum, Reutlingen 2017, ISBN 978-3-922589-51-8
- Paul Henri Thiry d’Holbach / Die heilige Seuche & Gesunder Menschenverstand. Verlag Freiheitsbaum, Reutlingen 2016, ISBN 978-3-922589-62-4
- Enlightenment & Free-thinker's - Aufklärung in England. John Toland: Briefe an Serena & Pantheistikon. Verlag Freiheitsbaum, Reutlingen 2015, ISBN 978-3-922589-56-3
- Susanne Leonhard / Unterirdische Literatur im revolutionären Deutschland: gestohlenes Leben, freies Denken; Dokumentation zu Leben und Werk. Hrsg. und eingeleitet von Heiner Jestrabek, Erw. Ausg., Verlag Freiheitsbaum, Reutlingen 2014, ISBN 978-3-922589-58-7
- August Thalheimer / So ist die Vernunft selbst weltlich: ausgewählte philosophische und religionskritische Schriften. Hrsg. von Heiner Jestrabek, Alibri-Verlag, Aschaffenburg 2008, ISBN 978-3-86569-130-9
- August Bebel / „Die moderne Kultur ist eine antichristliche ...“: ausgewählte Reden und Schriften zur Religionskritik. Klassiker der Religionskritik 9. Hrsg. von Heiner Jestrabek, Alibri-Verlag, Aschaffenburg 2007, ISBN 978-3-932710-59-9
- Rosa Luxemburg / Freidenkerin des Sozialismus: ausgewählte Schriften zur Religions- und Bürokratiekritik. Klassiker der Religionskritik 8. Hrsg. von Heiner Jestrabek, Alibri-Verlag, Aschaffenburg 2003, ISBN 978-3-932710-58-2
- Jakob Stern / Vom Rabbiner zum Atheisten: ausgewählte religionskritische Schriften. Klassiker der Religionskritik 4. Hrsg. von Heiner Jestrabek, IBDK-Verlag, Aschaffenburg, Berlin 1997, ISBN 978-3-932710-54-4
- Albert Dulk / „Nieder mit den Atheisten!“ Ausgewählte religionskritische Schriften aus der frühen Freidenkerbewegung. Klassiker der Religionskritik 3. Hrsg. von Heiner Jestrabek, IBDK-Verlag, Aschaffenburg, Berlin 1995, ISBN 978-3-932710-53-7

## Nachweise
1. ↑  Siegfried R. Krebs: Wenn Humanismus praktisch geworden ist, Humanistischer Pressedienst, 28. Mai 2015
2. ↑  Wer oder was ist der Humanistische Freidenker-Verband?, Humanistischer Freidenker-Verband Ostwürttemberg, abgerufen am 27. Februar 2019.
3. ↑  Heiner Jestrabek: Wissenswertes auf who-is-hu.de, abgerufen am  27. Februar 2019.
4. ↑  Heiner Jestrabek (Memento des Originals vom 25. Februar 2019 im Internet Archive)  Info: Der Archivlink wurde automatisch eingesetzt und noch nicht geprüft. Bitte prüfe Original- und Archivlink gemäß Anleitung und entferne dann diesen Hinweis., Alibri Verlag
5. ↑  Heiner Jestrabek (Memento des Originals vom 28. Februar 2019 im Internet Archive)  Info: Der Archivlink wurde automatisch eingesetzt und noch nicht geprüft. Bitte prüfe Original- und Archivlink gemäß Anleitung und entferne dann diesen Hinweis., zeremonienleiter.eu abgerufen am 27. Februar 2019.
6. ↑  DGHS vor Ort

| Personendaten    | Personendaten           |
| ---------------- | ----------------------- |
| NAME             | Jestrabek, Heiner       |
| KURZBESCHREIBUNG | deutscher Autor         |
| GEBURTSDATUM     | 11. Juni 1956           |
| GEBURTSORT       | Heidenheim an der Brenz |